# Hypopteromalus lippiae
Hypopteromalus lippiae är en stekelart som beskrevs av Jean-Jacques Kieffer 1910. Hypopteromalus lippiae ingår i släktet Hypopteromalus och familjen puppglanssteklar. Inga underarter finns listade i Catalogue of Life.